# Prosopocera rothschildi
Prosopocera rothschildi là một loài bọ cánh cứng trong họ Cerambycidae.